# Prix Andreas-Gryphius
Le prix Andreas-Gryphius est un prix littéraire allemand.

## Présentation et historique
Le prix Andreas-Gryphius a pour but de couronner des auteurs et des traducteurs dont les « publications dans le domaine de la prose, de la poésie, du théâtre, de l’essai, de la dramatique radiophonique ou du scénario de cinéma mettent en lumière la culture allemande en Europe centrale et du sud-est, ou concourent à l’entente entre les Allemands et leurs voisins orientaux ». Décerné pour la première fois en 1957 à Düsseldorf, le prix est attribué depuis le début de 1990 dans la ville polonaise de Głogów, en Silésie. La désignation du lauréat appartient à l’association Künstlergilde Esslingen, fondée en 1948 par des artistes allemands expulsés des anciens territoires allemands en Europe orientale et basée à Esslingen-sur-le-Neckar, dans le Bade-Wurtemberg. La distinction porte le nom de l’illustre fils de cette ville, le poète et dramaturge Andreas Gryphius.
Le prix était à l’origine doté d’une somme de 25 000 DM ; parallèlement, un prix spécial était également attribué, d’un montant de 7 000 DM, éventuellement à titre de bourse d’étude. À la suite de réductions budgétaires, le subventionnement en faveur de la Künstlergilde par le ministère fédéral de l’Intérieur (ou du chargé de mission du gouvernement fédéral en matière de culture et de médias) fut suspendu en l’an 2000, raison pour laquelle le prix cessa d’être décerné dans les années suivantes. Cependant, à partir de 2009, il sera de nouveau attribué annuellement, d’abord sans qu’une somme d’argent lui fût rattachée, puis, l’année suivante, lorsque le financement put à nouveau être assuré grâce à une fondation privée, accompagné d’une récompense pécuniaire.

## Lauréats (liste non exhaustive)
- 1957–1970 (notamment) : Edzard Schaper, Horst Lange, Jean Gebser, Siegfried von Vegesack, Sigismund von Radecki[3]
- 1957 : Heinz Piontek (Grand prix)
- 1959 : August Scholtis (Grand prix)
- 1962 : Karl Dedecius (Prix d’encouragement)
- 1963 : Wolfgang Schwarz (Prix d’honneur)
- 1965 : Josef Mühlberger, Peter Jokostra
- 1966 : Johannes Urzidil (Grand prix), Hans Lipinsky-Gottersdorf, Ernst Günther Bleisch (Prix d’encouragement)
- 1967 : Arnold Ulitz, Horst Bienek (Prix d’honneur)
- 1968 : Rudolf Pannwitz
- 1969 : Manfred Bieler, Oskar Pastior (Prix d’encouragement)
- 1970 : Kurt Heynicke, Dagmar Nick (Prix d’honneur), Barbara König (Prix d’honneur)
- 1971 : Wolfgang Koeppen (Grand prix), Horst Wolff (Prix d’encouragement)[4]
- 1972 : Günter Eich, Walter Kempowski (Prix d’honneur), Ilse Tielsch (Prix d’honneur), Georg Hermanowski (Prix d’honneur), Gertrud Fussenegger
- 1973 : Wolfgang Weyrauch, Hans-Jürgen Heise (Prix d’honneur)
- 1974 : Peter Huchel, Annemarie in der Au (Prix d’honneur)
- 1975 : Frank Thiess
- 1976 : Karin Struck (Grand prix), Carl Guesmer (Prix d’encouragement), Tamara Ehlert
- 1977 : Reiner Kunze (Grand prix), Rose Ausländer, Rudolf Günter Langer
- 1978 : Hanns Gottschalk, Arno Surminski
- 1979 : Siegfried Lenz (Grand prix)
- 1980 : Saul Friedländer, Esther Knorr-Anders (Prix d’honneur)
- 1981 : Ernst Vasovec, Ulrich Schacht (Prix d’encouragement)
- 1982 : Franz Tumler
- 1983 : Horst Bienek, Ulla Berkéwicz (Prix d’encouragement), Heddy Pross-Weerth (Prix d’honneur)
- 1984 : Hans Sahl
- 1985 : Ernst Günther Bleisch (le philosophe Günther Anders avait décliné le prix pour motifs politiques)
- 1986 : Hans Werner Richter
- 1987 : Otfried Preußler pour l’ensemble de son œuvre, Helga Lippelt (Prix d’encouragement), Utz Rachowski (Prix d’encouragement)
- 1988 : Martin Gregor-Dellin
- 1989 : Ilse Tielsch (Grand prix pour l’ensemble de son œuvre), Michael Wieck (Prix d’honneur pour Zeugnis vom Untergang Königsbergs)
- 1990 : Peter Härtling (Grand prix), Christian Saalberg (Prix d’honneur)
- 1991 : Ota Filip, Helga Schütz (Prix d’honneur), Franz Hodjak (Prix d’honneur), Ernest Wichner (Prix d’encouragement)
- 1992 : Janosch (pseud. de Horst Eckert ; Grand prix), Paweł Huelle (Prix d’encouragement)
- 1993 : Dagmar Nick
- 1994 : Hans-Jürgen Heise
- 1995 : Andrzej Szczypiorski (Grand prix), Hanns Cibulka (Prix d’honneur)
- 1996 : Jiří Gruša, Olly Komenda-Soentgerath (Prix d’honneur)
- 1997 : Karl Dedecius (Grand prix), Uwe Grüning (Prix d’encouragement)
- 1998 : Milo Dor
- 1999 : Stefan Chwin pour l’ensemble de son œuvre, plus particulièrement pour son roman Tod in Danzig
- 2009 : Arno Surminski
- 2010 : Renata Schumann
- 2011 : Michael Zeller
- 2012 : Monika Taubitz[5],[6]
- 2013 : Hans Bergel[7],[8]
- 2014 : Therese Chromik, Leonie Ossowski[9]
- 2015 : Erich Pawlu[10]
- 2016 : Jenny Schon[11]
- 2017 : Tina Stroheker
- 2018 : Catalin Dorian Florescu
- 2019 : Benedikt Dyrlich
- 2020 : Traian Pop[12]
- 2022 : Jörg Bernig[13]
- 2023 : Ilse Hehn[14]